# Maintor (Gebäude)

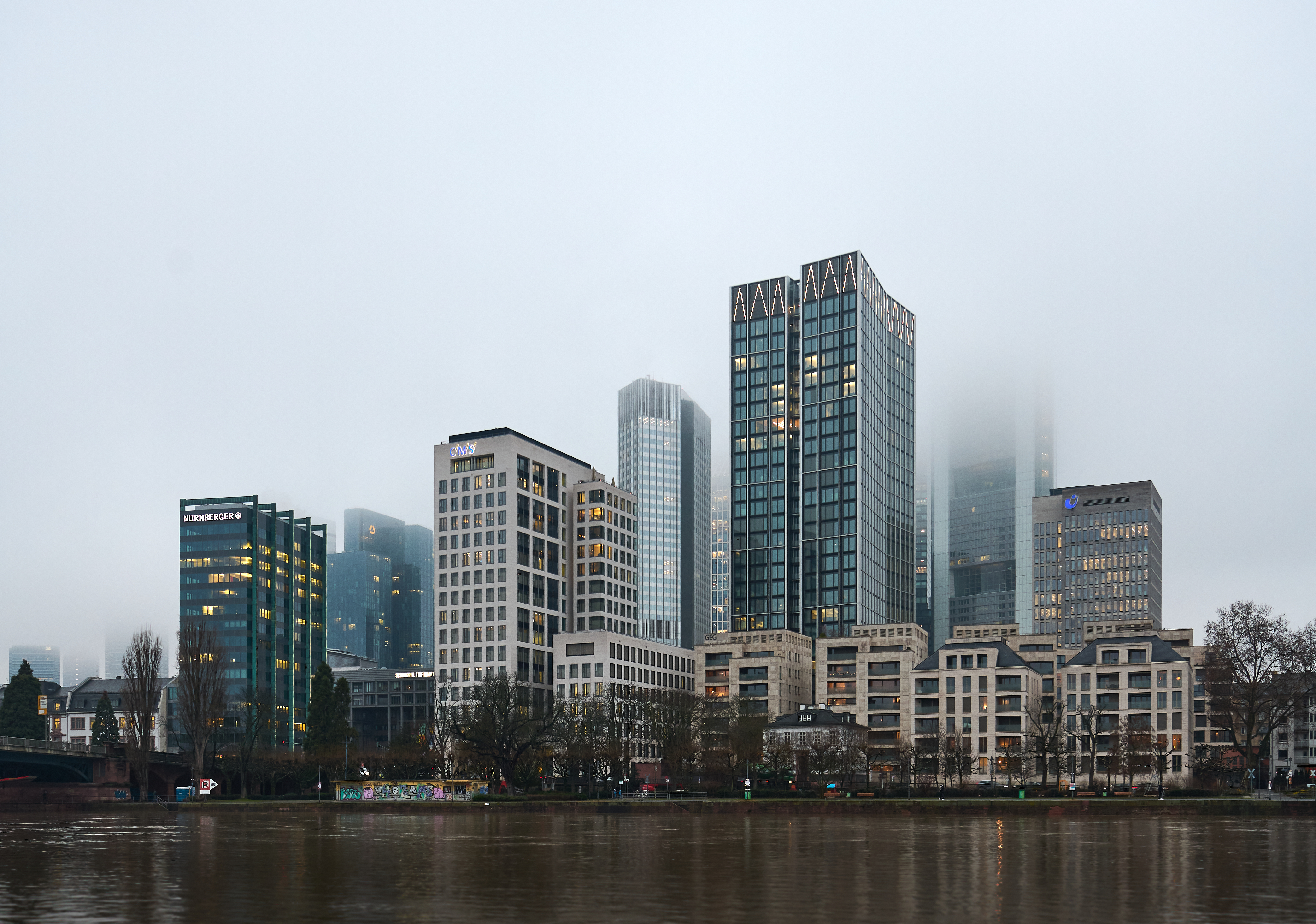
Das Maintor-Areal in der wolkenverhangenen Skyline (Februar 2021)

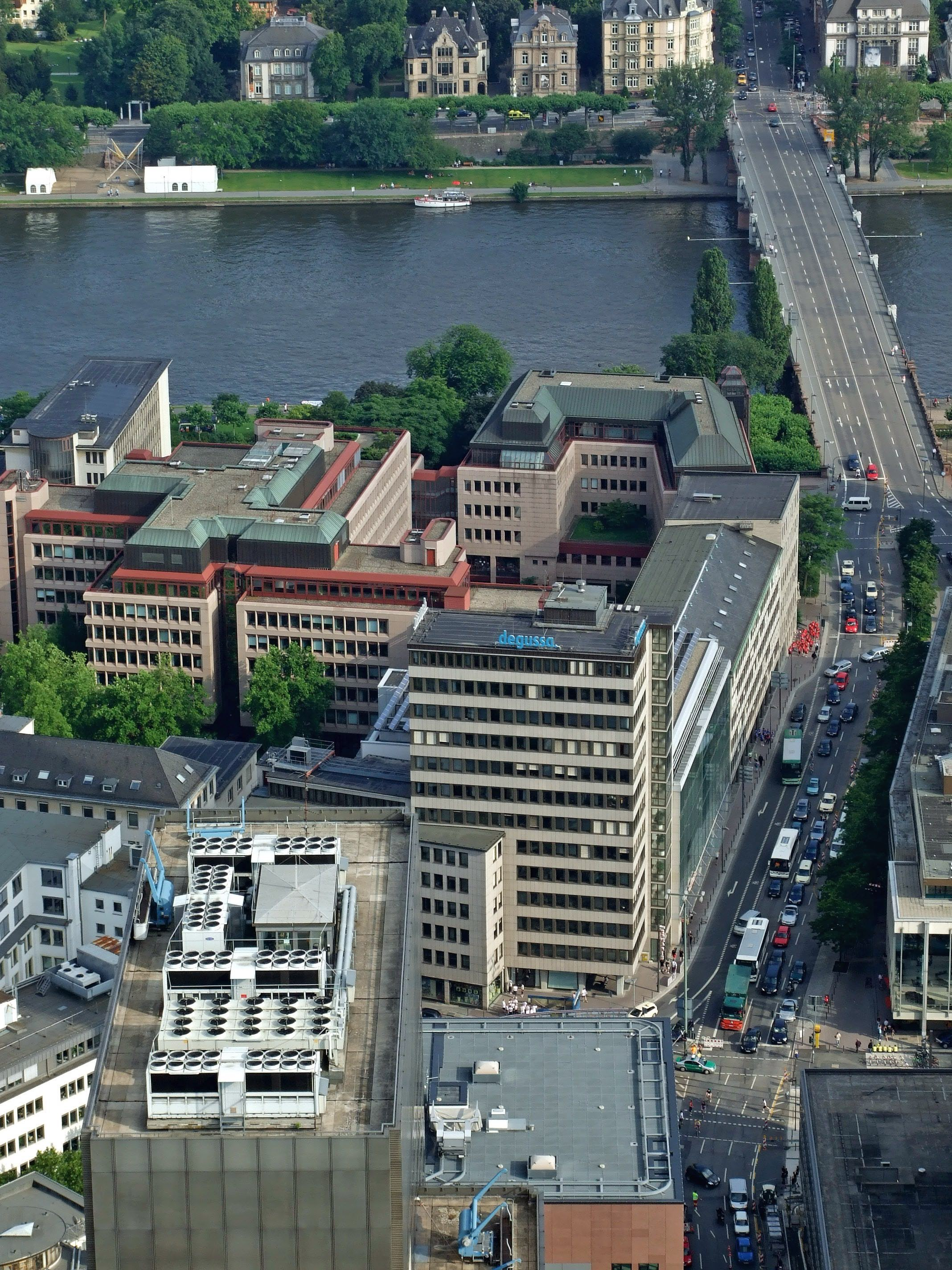
Blick vom Main Tower auf das Degussa-Areal mit Untermainbrücke (Juni 2007)

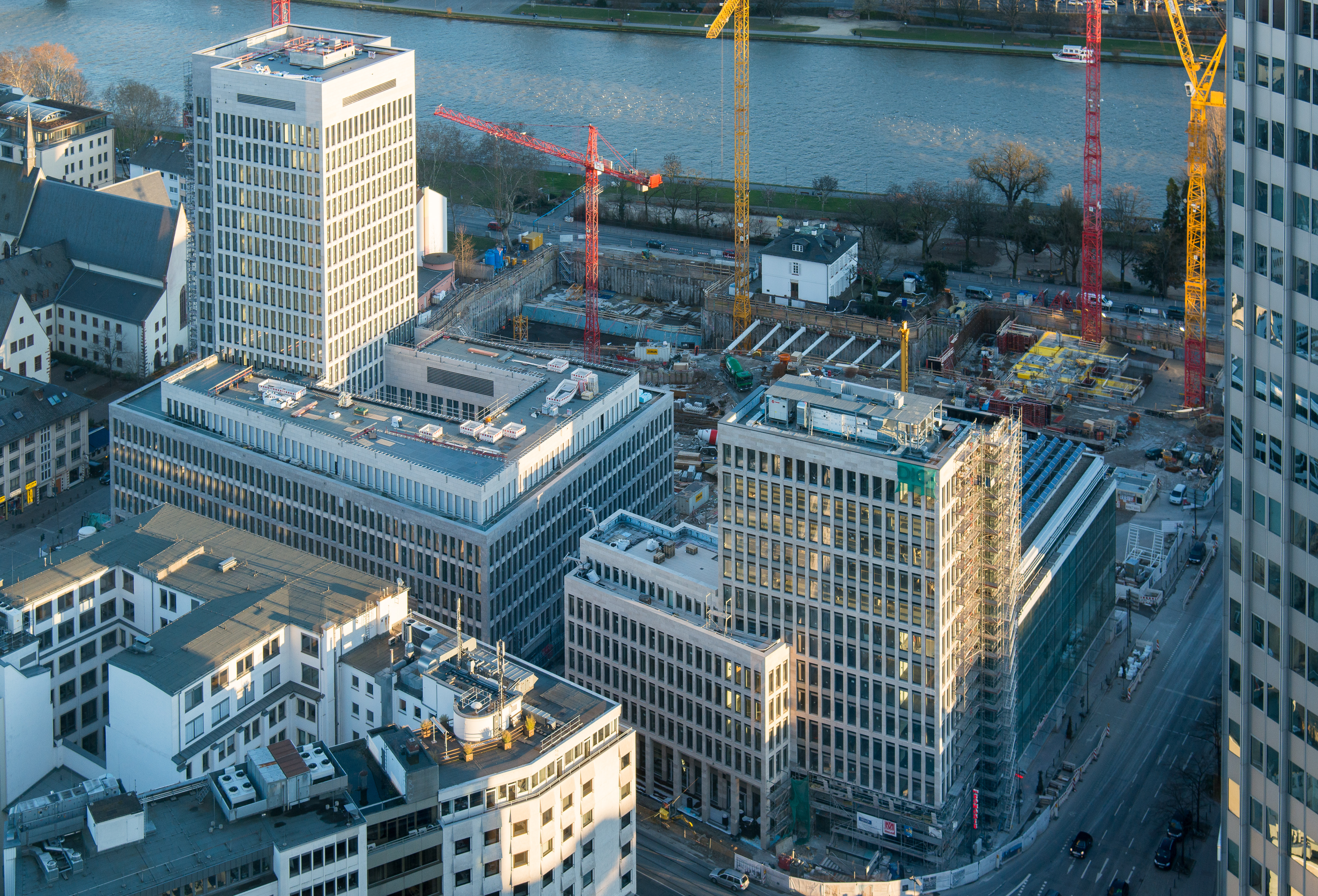
MainTor-Areal mit Porta und Primus („DIC“) im Vordergrund. Der WINX-Turm entsteht in der Mitte. (Februar 2014)

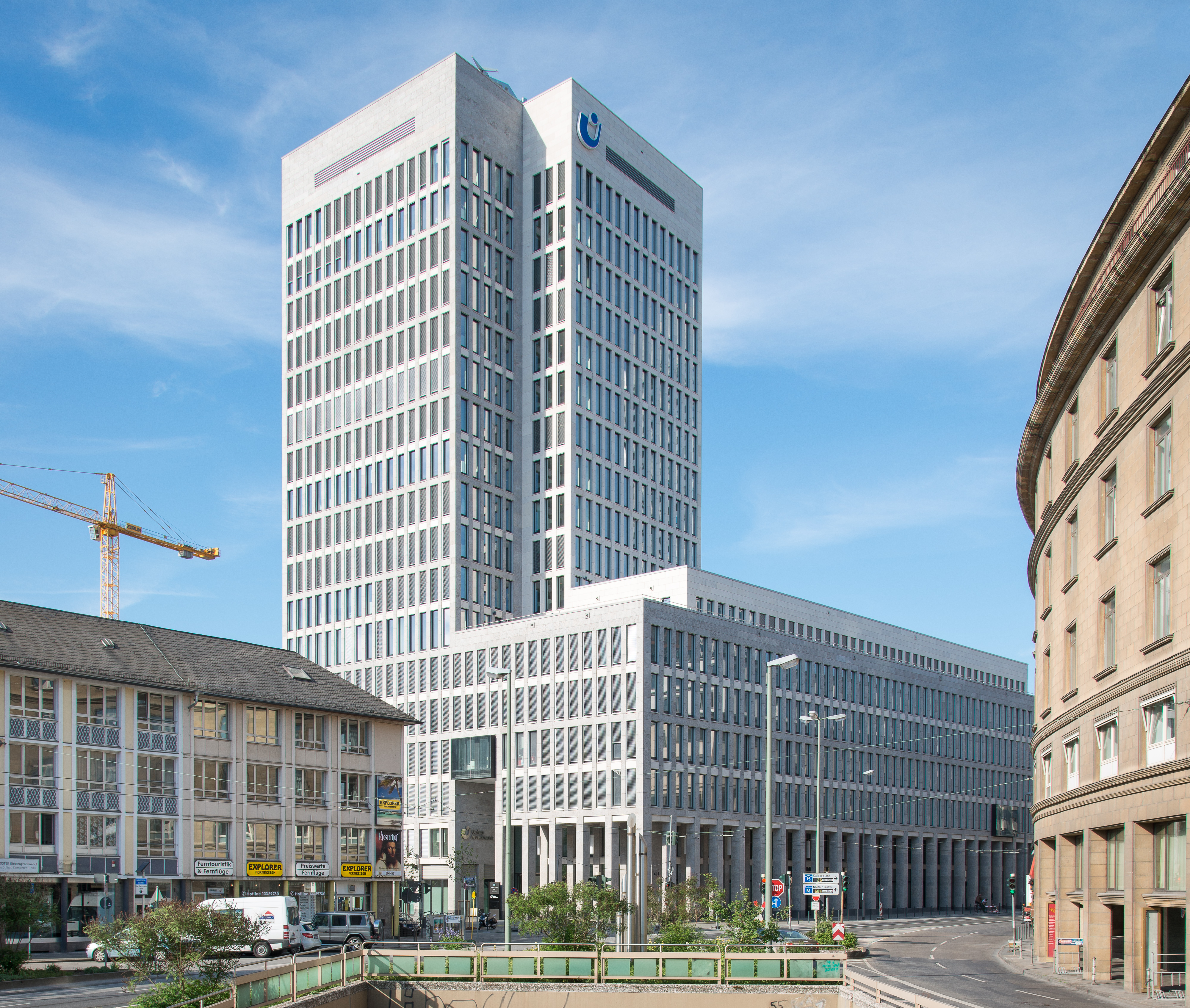
Maintor Porta (Juni 2015)

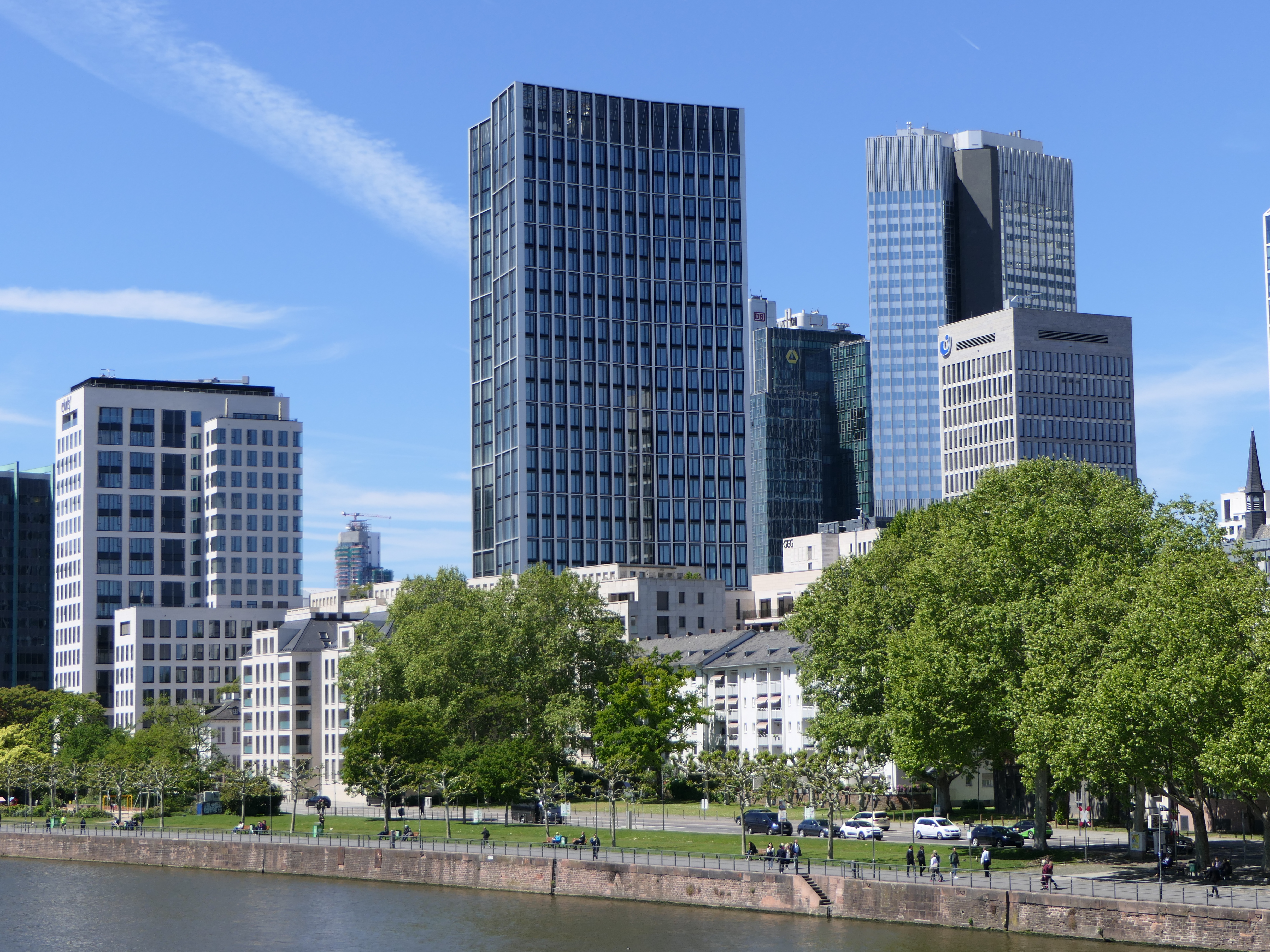
Der WINX Tower (Mitte) im Mai 2019

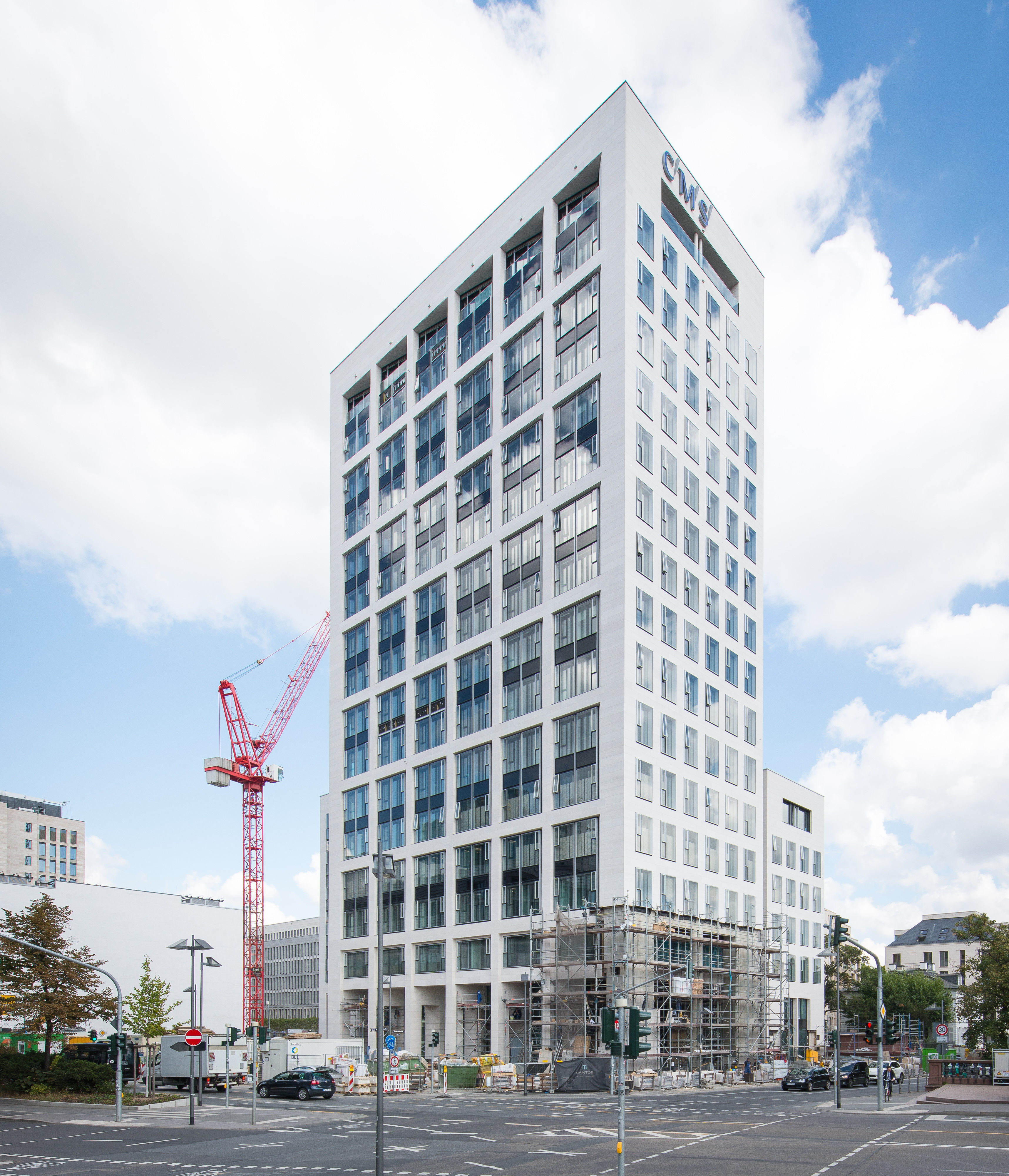
Maintor Panorama (September 2015)

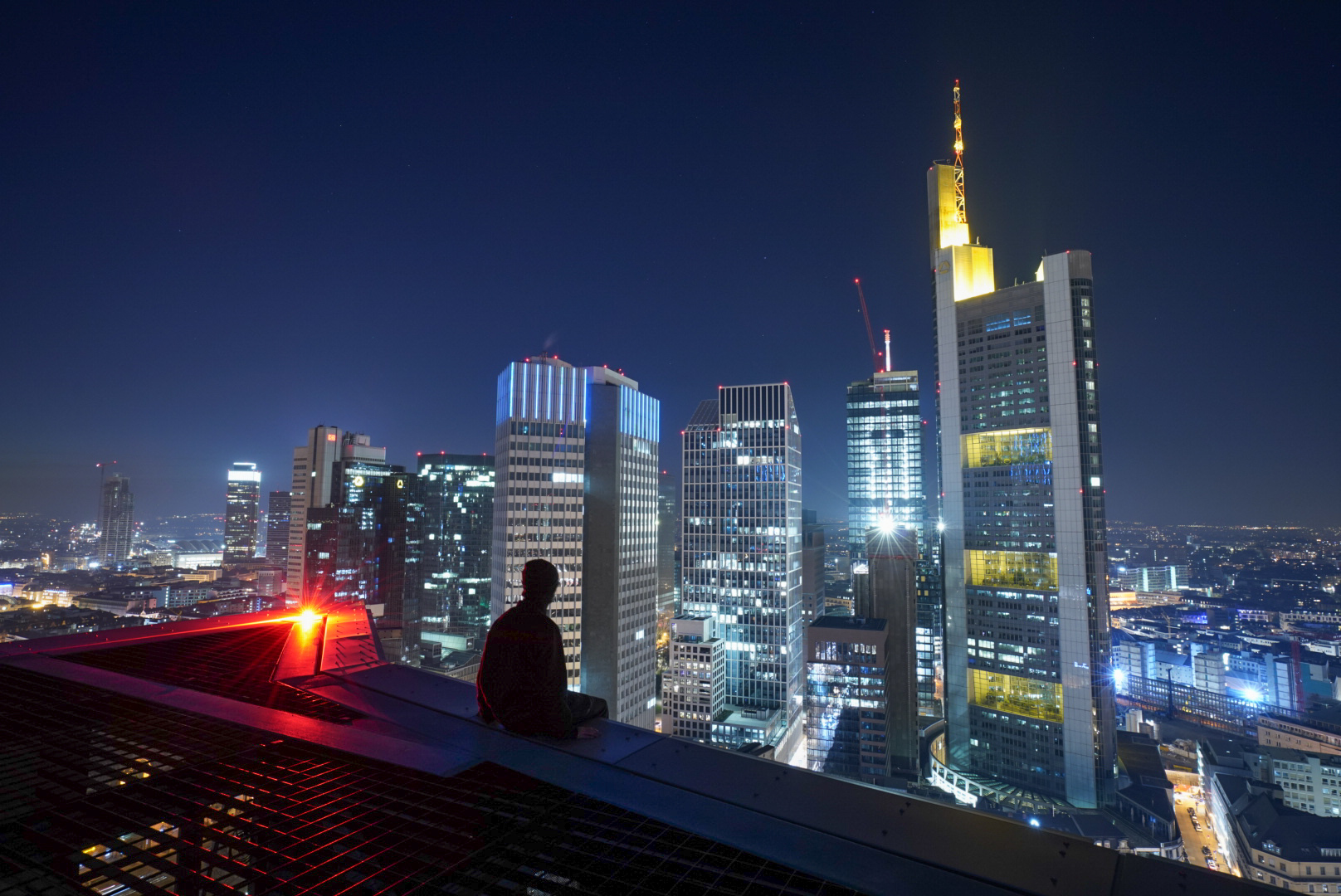
Rooftopper auf dem Dach des Maintors.

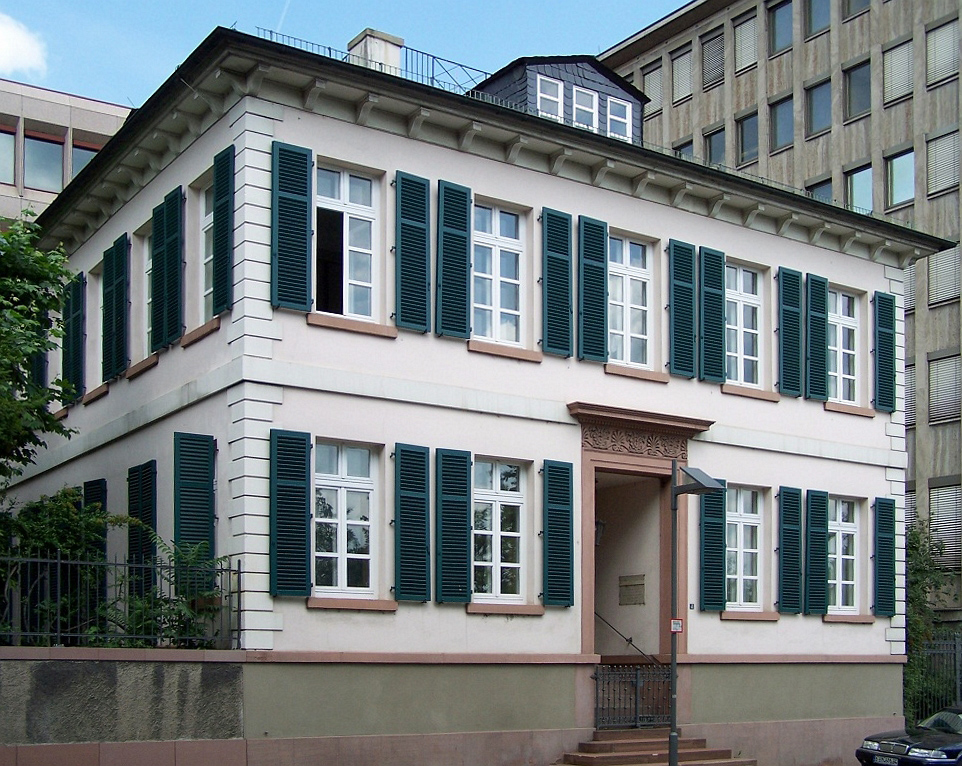
Hermann-Schlosser-Haus am Untermainkai

Maintor (Eigenschreibweise: MainTor, auch benannt The Riverside Financial District) ist ein Großbauprojekt in Frankfurt am Main. Auf dem rund 21.000 Quadratmeter großen ehemaligen Stammsitz der Degussa entstehen seit 2012 mehrere Gebäude, darunter drei Hochhäuser, mit einer Nutzungsmischung aus Büros, Wohnungen, Gastronomie und Gewerbe. Auch der letzte Neubau des Bauensembles, das Bürohochhaus WINX, ist bezogen. Das Projekt wurde am 8. Februar 2012 in Cannes mit dem MIPIM-Award in der Kategorie „Best German Project“ ausgezeichnet.

## Lage
Das Areal liegt am westlichen Rand der Altstadt im Übergang zum Bankenviertel. Im Süden liegt der Untermainkai, im Westen grenzt es an die Neue Mainzer Straße und die Untermainbrücke, im Norden an die Weißfrauenstraße. Östlich des Areals liegt das Karmeliterkloster.

## Geschichte
Das Grundstück diente dem Chemiekonzern Degussa nach dem Zweiten Weltkrieg als Zentrale. 1950 konnte ein erstes Verwaltungsgebäude an der Weißfrauenstraße bezogen werden, bis Mitte der 1980er Jahre wurden weitere Gebäude auf dem ausschließlich gewerblich genutzten Areal errichtet, darunter auch ein 48 Meter hohes Gebäude (Degussa-Hochhaus) an der Ecke Neue Mainzer Straße und Weißfrauenstraße. Das Grundstück war für die Öffentlichkeit nicht zugänglich.
Nach mehreren Fusionen wurde der Sitz der Degussa 2001 nach Düsseldorf verlegt und der Standort Frankfurt verlor an Bedeutung. 2005 wurde das als Degussa-Areal bekannte Grundstück in zentraler Innenstadtlage durch die DIC Asset zusammen mit Morgan Stanley Real Estate Fund von der Degussa AG erworben. Mit der Entwicklung eines Gesamtkonzepts zur Umnutzung des Grundstücks wurde das Architekturbüro KSP Engel & Zimmermann beauftragt. Zunächst war geplant, dass die Degussa einzelne Gebäude noch bis 2015 nutzen solle, schließlich wurde der Mietvertrag aber zum 31. Dezember 2010 aufgelöst.
Erste konkrete Planungen für die Neubebauung stellte die DIC im März 2007 vor. Grundgedanke der Planungen war, das Grundstück für die Öffentlichkeit zu öffnen, neue Wegebeziehungen zwischen der Altstadt und dem Bankenviertel zu schaffen und hochwertiges Wohnen am Main zu ermöglichen. In der Mitte des Grundstücks sollte ein 150 Meter hoher Büroturm stehen, an der südwestlichen Ecke ein 60 Meter hohes Hochhaus zusammen mit dem benachbarten Hochhaus der Schweizer National-Versicherung eine Art Tor zur Innenstadt bilden. Zum Main hin waren drei Wohngebäude vorgesehen. Von den bestehenden Gebäuden sollten lediglich das denkmalgeschützte Hermann-Schlosser-Haus von 1823 am Untermainkai und das Degussa-Hochhaus erhalten bleiben. Nicht in die Planungen miteinbezogen wurde das Gebäude Neue Mainzer Straße 18, das sich zwar auf dem Grundstück befindet, aber einen anderen Eigentümer hat. In dem erst im Jahr 2000 fertiggestellten Gebäude hat das Boulevardtheater Die Komödie seinen Sitz.
Die Planungen stießen in der Frankfurter Politik auf gemischte Reaktionen. Insbesondere wurde die Höhe des Büroturms kritisch beurteilt, da sich der Standort auf dem Gebiet der Altstadt befindet. Die Frankfurter SPD forderte gar einen Verzicht auf das Hochhaus, da es die Chancen des östlich gelegenen 95 Meter hohen Frankfurter Doms auf Anerkennung als Weltkulturerbe durch die UNESCO verringern würde. In enger Abstimmung mit der Stadt wurde dann im November 2007 ein Kompromiss geschlossen: Das  zentrale Hochhaus darf nur 100 Meter hoch werden und rückt von der Mitte des Grundstücks etwas näher nach Westen an die Neue Mainzer Straße, gleichzeitig ist an der Weißfrauenstraße ein drittes Hochhaus mit 60 Meter Höhe vorgesehen. Es entstehen ca. 250 hochwertige Wohneinheiten und Platz für etwa 3.000 Arbeitsplätze. Die Ausnutzung der verfügbaren Fläche steigt von 70.000 auf etwa 100.000 m² Bruttogeschossfläche. Positiv wurde aufgenommen, dass das Areal wieder einen öffentlichen Durchgang von der Weißfrauenstraße zum Mainufer erhält, wie er vor der Degussanutzung bestand.  Die geplante Investitionssumme beträgt rund 580 Millionen Euro.
Im Mai 2010 trat der Bebauungsplan (Nr. 867) für das Grundstück in Kraft. Damit ist es möglich für die einzelnen Gebäude Baugenehmigungen zu beantragen. Anfang 2011 zogen die letzten Mitarbeiter der Degussa aus den Bestandsgebäuden aus. Mit dem Abriss der Gebäude wurde im August 2011 begonnen, die Arbeiten zogen sich wegen des sensiblen Umfelds bis zum Spätsommer 2012 hin. Der erste Bauabschnitt, der neben den Abbrucharbeiten auch die Revitalisierung des alten Degussa-Hochhauses umfasst, soll 50 Millionen Euro kosten.

## Gebäude

### WINX. The Riverside Tower.
Der WINX Tower (Wings ausgesprochen, englisch für Flügel), entworfen von KSP Engel & Zimmermann, ist 110 Meter hoch. Auf 28 Stockwerken entstehen ca. 34.850 m² Gesamtfläche für Büros, Gastronomie und Gewerbeflächen. Ein schwungvoller transparenter Dachabschluss soll dem Bau etwas von seiner Schwere nehmen. Der Zugang zum Hochhaus wird durch ein 26 Meter hohes Portalgebäude an der Neuen Mainzer Straße erfolgen. Das Gebäude, dessen Baubeginn Anfang 2015 war, wurde im November 2014 an die Unternehmerin Susanne Klatten verkauft. Der Turm soll im Sommer 2019 bezogen werden und ist bereits voll vermietet. Die Anwaltskanzlei DLA Piper vermeldete im Mai 2020 ihren Einzug in die Etagen 22 bis 27 sowie die Dachterrasse auf der 28. Etage des Gebäudes.

### Maintor Porta
Das von KSP Engel & Zimmermann entworfene 70 Meter hohe Maintor-Porta-Hochhaus an der Weißfrauenstraße wurde Ende 2014 fertiggestellt. 2012 und 2013 mietete Union Investment in zwei Schritten die 22.500 m² umfassende Bürofläche des Gebäudes für ihre neue Zentrale. Ende 2013 wurde bekannt, dass die Immobilienfonds-Tochter der Fondsgesellschaft das Gebäude für 155 Millionen Euro gekauft hat.

### Maintor Panorama
Das 64 Meter hohe Maintor-Panorama-Hochhaus an der Ecke Neue Mainzer Straße und Untermainkai orientiert sich in Höhe und Form am benachbarten Schweizer-National-Hochhaus. Entworfen wurde das Gebäude von Christoph Mäckler. Anfang 2013 mietete die Wirtschaftskanzlei CMS Hasche Sigle über 9.000 m² Bürofläche (rund 70 Prozent der Gesamtbürofläche).  Bei der Fertigstellung  des Gebäudes Ende 2015 waren 77 % der Fläche vermietet.

### Maintor Primus (ehemaliges Degussa-Hochhaus)
Das alte 48 Meter hohe Degussa-Hochhaus wurde ab Herbst 2011 revitalisiert und läutete damit den ersten Bauabschnitt des MainTor-Projekts ein. Die Umplanung erfolgte durch KSP Engel & Zimmermann, die das nun Maintor Primus genannte Gebäude in seinem Aussehen an das Porta-Hochhaus angenähert haben. Bereits vor Beginn der Umbauarbeiten wurde das Hochhaus an einen privaten Investor veräußert. Als erster Büromieter verlegte die DIC (Deutsche Immobilien Chancen) nach Fertigstellung des Gebäudes im April 2014 ihren Frankfurter Hauptsitz ins Primus und mietete dafür 3.700 m² auf sieben Stockwerken.

### Main Palais (Hermann-Schlosser-Haus)
Das 1823 errichtete klassizistische und denkmalgeschützte Hermann-Schlosser-Haus am Untermainkai diente ab 1955 der Degussa für repräsentative und feierliche Anlässe.

### Maintor Patio & Palazzi
Abgerundet wird das MainTor-Projekt mit exklusiven Wohnhäusern in erster und zweiter Reihe am Mainufer. Die 97 Eigentumswohnungen in den zum Untermainkai gelegenen sechs- bis achtgeschossigen Palazzi waren bereits vor der Eröffnung im Februar 2016 verkauft. Im Maintor Patio mit sieben Etagen konnten die ersten der 92 hochwertigen Mietwohnungen schon im Frühjahr 2015 bezogen werden.